# Wahlenbergfjorden
Wahlenbergfjorden is een fjord van het eiland Nordaustlandet, dat deel uitmaakt van de Noorse eilandengroep Spitsbergen.
Het fjord is vernoemd naar de Zweedse natuuronderzoeker Göran Wahlenberg (1780-1851).

## Geografie
Het fjord loopt van oost naar west en heeft een lengte van ongeveer 50 kilometer en een breedte van ongeveer 15 kilometer. Het is het grootste fjord van het eiland en mondt in het westen uit in de Straat Hinlopen.
In het oosten wordt het fjord gevoed door diverse gletsjers en het water van de rivier die van het meer Brånevatnet afkomstig is. Dit meer wordt op zijn beurt gevoed door gletsjer Winsnesbreen en andere gletsjers en gletsjerrivieren. Vanuit het zuidoosten komt ook de baai Palanderbukta uit op het fjord. In het noordoosten gaat het fjord over in het dal Rijpdalen.
Ten noordwesten van het fjord ligt op schiereiland Gustav V-land de ijskap Vestfonna en ten zuidoosten Gustav Adolfland met het schiereiland Scaniahalvøya. Op Scaniahalvøya liggen de ijskappen Glitnefonna en Vegafonna, met gletsjers die uitkomen op het fjord en baai Palanderbukta. 
Aan de zuidzijde van het fjord komen de gletsjers Eindridebreen, Vikingbreen, Hårbardbreen en Ludolf Schjelderupbreen op het fjord uit, elk gevoed worden door de Palanderisen. In de Palanderbukta komen  de Clasebreen en Holtenbreen vanaf de ijskap Glitnefonna, de Palanderbreen en Ericabreen vanaf de ijskap Vegafonna en de gletsjer Palanderisen vanaf de ijskap Austfonna.
Aan de noordzijde van het fjord komen de gletsjers Bodleybreen, Eltonbreen, Aldousbreen, Frazerbreen, Idunbreen, Bragebreen en Gimlebreen uit op het fjord.
Op meer dan 30 kilometer naar het noordwesten ligt het fjord Murchisonfjorden.